# A Best
A Best è un album greatest hits di Ayumi Hamasaki, pubblicato il 28 marzo 2001. È stato il secondo album più venduto di tutti i tempi in Giappone, subito dopo Distance di Utada Hikaru, pubblicato lo stesso giorno.
A Best è la raccolta di successi di Ayumi Hamasaki più amata dai fan della cantante stessa.
Alcune vecchie canzoni furono re-incise dalla cantante giapponese per l'occasione, mostrando come la sua tecnica canora sia migliorata col tempo.
Sebbene questo sia il suo album più venduto, la Hamasaki si oppose alla sua promozione, dichiarando in seguito che "era stato pubblicato troppo presto".
Secondo Oricon, A Best è il secondo album giapponese più venduto del decennio, dietro a Distance di Utada Hikaru.

## Tracce
1. A Song for ×× (new vocal and mix) - 4:45 (Ayumi Hamasaki, Yasuhiko Hoshino, Akimitsu Honma)
2. Trust (new vocal and mix) - 4:46 (Ayumi Hamasaki, Takashi Kimura, Akimitsu Honma, Takashi Kimura)
3. Depend on You (new vocal & mix) - 4:17 (Ayumi Hamasai, Kazuhito Kikuchi, Akamitsu Honma, Takashi Morio)
4. Love: Destiny - 4:54(Ayumi Hamasaki, Tsunku, Shingo Kobayashi, Yasuaki Maejima)
5. To Be - 5:18 (Ayumi Hamasaki, D.A.I, Naoto Suzuki)
6. Boys & Girls - 3:53 (Ayumi Hamasaki, Naoto Suzuki, D.A.I)
7. Trauma - 4:15 (Ayumi Hamasaki, Naoto Suzuki, D.A.I)
8. End Roll - 4:40 (Ayumi Hamasaki, Naoto Suzuki, D.A.I)
9. Appears - 5:36 (Ayumi Hamasaki, Kazuhito Kikuchi, HΛL)
10. Fly High - 4:05 (Ayumi Hamasaki, D.A.I, HΛL)
11. Vogue - 4:26 (Ayumi Hamasaki, Naoto Suzuki, Kazuhito Kikuchi)
12. Far Away - 5:32 (Ayumi Hamasaki, Kazuhito Kikuchi, D.A.I, HΛL)
13. Seasons - 4:24(Ayumi Hamasaki, D.A.I, Naoto Suzuki)
14. Surreal - 4:42 (Ayumi Hamasaki, Kazuhito Kikuchi, HΛL)
15. M - 4:27 (Ayumi Hamasaki)
16. Who... - 5:36 (Ayumi Hamasaki, Kazuhito Kikuchi, Naoto Suzuki)